# Skatteministeriet
Skatteministeriet är ett ministerium i Danmark som ansvarar för att personer och företag betalar skatt. Den består av Spillemyndigheden, Skatteankestyrelsen, Skatteforvaltningen, Gældsstyrelsen, Vurderingsstyrelsen, Skattestyrelsen, Toldstyrelsen, Motorstyrelsen, Udviklings- og Forenklingsstyrelsen, Administrations- og Servicestyrelsen och It-tilsynet. De flesta av dessa är del av Skatteforvaltningen.

## Historia
Den första organiserade skatteindrivningen skedde i Danmark genom dess län, medan tullväsendet skapades under 1600-talet.
Generaldirektoratet for Toldvæsenet och Skattedepartementet upprättades 1902. Dessa slogs samman 1919 i ett departement baserat på erfarenheterna efter att statsskatteloven (1903) och toldloven (1908) införts. Skattedepartementet och Tolddepartementet låg fram till 1975 under Finansministeriet, men blev då ett eget ministerium. Detta kallades först Skatte- og Afgiftsministeriet, men har haft det nuvarande namnet sedan 1987.
De kommunala skattemyndigheterna lades 2005 in under ministeriet. Från 2010 och framåt har det skett fler omorganiseringar, framförallt rörande Skatteforvaltningen.